# Monte San Martino

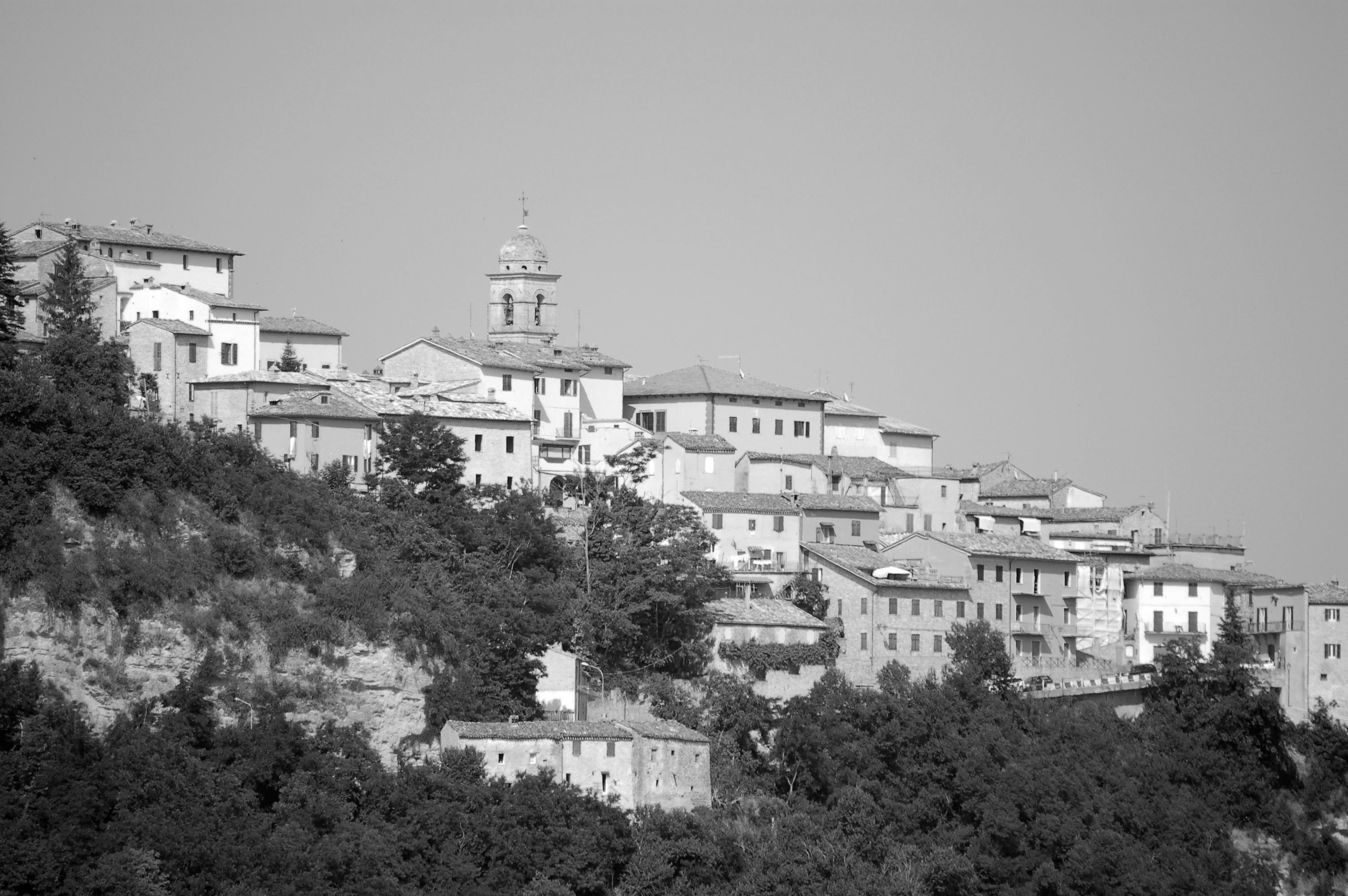
Scorcio del centro storico di Monte San Martino

Monte San Martino (Monsammartì in dialetto maceratese e fermano) è un comune italiano di 667 abitanti della provincia di Macerata nelle Marche.

## Geografia fisica
Monte San Martino è un piccolo borgo situato presso i Monti Sibillini. Si trova arroccato su uno sperone di roccia a 603 metri sul livello del mare e domina la valle del Fiume Tenna. Il suo territorio è per lo più compreso tra il fiume Tenna e il suo affluente Tennacola, fiumi questi che percorrono le due profonde valli che lo separano dai comuni vicini posti in cima alle colline che lo circondano.

## Storia
Le sue origini si sono ormai perse: se qualcuno ritiene che fosse un'antica colonia romana (per via della vicina Falerio, oggi Falerone), altri parlano invece di un insediamento piceno in seguito alla sconfitta subita da parte di Strabone o piuttosto zona di villeggiatura dei patrizi di Faleria, ma oggi la prima ipotesi è ritenuta molto più probabile.
Con certezza si sa che agli inizi del 900 (X secolo) venne fondato il monastero di Santa Caterina, il che fa supporre, come peraltro anche il nome del paese, riferentesi a Martino, vescovo di Tours, a un passaggio dei Franchi a causa del quale il vecchio nome di Ars Rubetana cambiò in quello attuale. Poi, per concessione papale, grazie allo schieramento con la parte guelfa, ottenne dal Pontefice la possibilità di essere governato dai suoi stessi signori in una signoria o, più probabilmente, in una consignoria e in forme autonome di governo (libero comune nel 1240, escluso un breve periodo di sottomissione ai Da Varano di Camerino), al quale parteciparono famiglie di antica nobiltà presenti nel paese o accorpate alla nobiltà locale nei secoli, come i Properzi-Brunforte, gli Urbani (forse ex feudatari, nobili pontifici), i Palombi (nobili pontifici), i Ricci (patrizi di Fermo, nobili pontifici).

## Monumenti e luoghi d'interesse

### Architetture religiose

#### Chiesa di San Martino Vescovo
La chiesa ospita tre polittici dei Crivelli, due di Vittore e uno di Carlo e Vittore (il Polittico di Monte San Martino, l'unico finora noto realizzato dai due fratelli in collaborazione). Nella chiesa trovano inoltre posto un polittico di Girolamo di Giovanni da Camerino, una Crocifissione in rame attribuita a Guido Reni e un affresco di Vincenzo Pagani da Monterubbiano.

#### Chiesa di Sant'Agostino
La chiesa di Sant'Agostino conserva una Madonna col Bambino e i santi Giuseppe e Francesco, dipinto di Giuseppe Ghezzi.

#### Altre architetture religiose
- Chiesa di Santa Maria delle Grazie
- Chiesa di Santa Maria del Pozzo (non utilizzata)
- Chiesa di Santa Caterina e Monastero delle Monache Benedettine

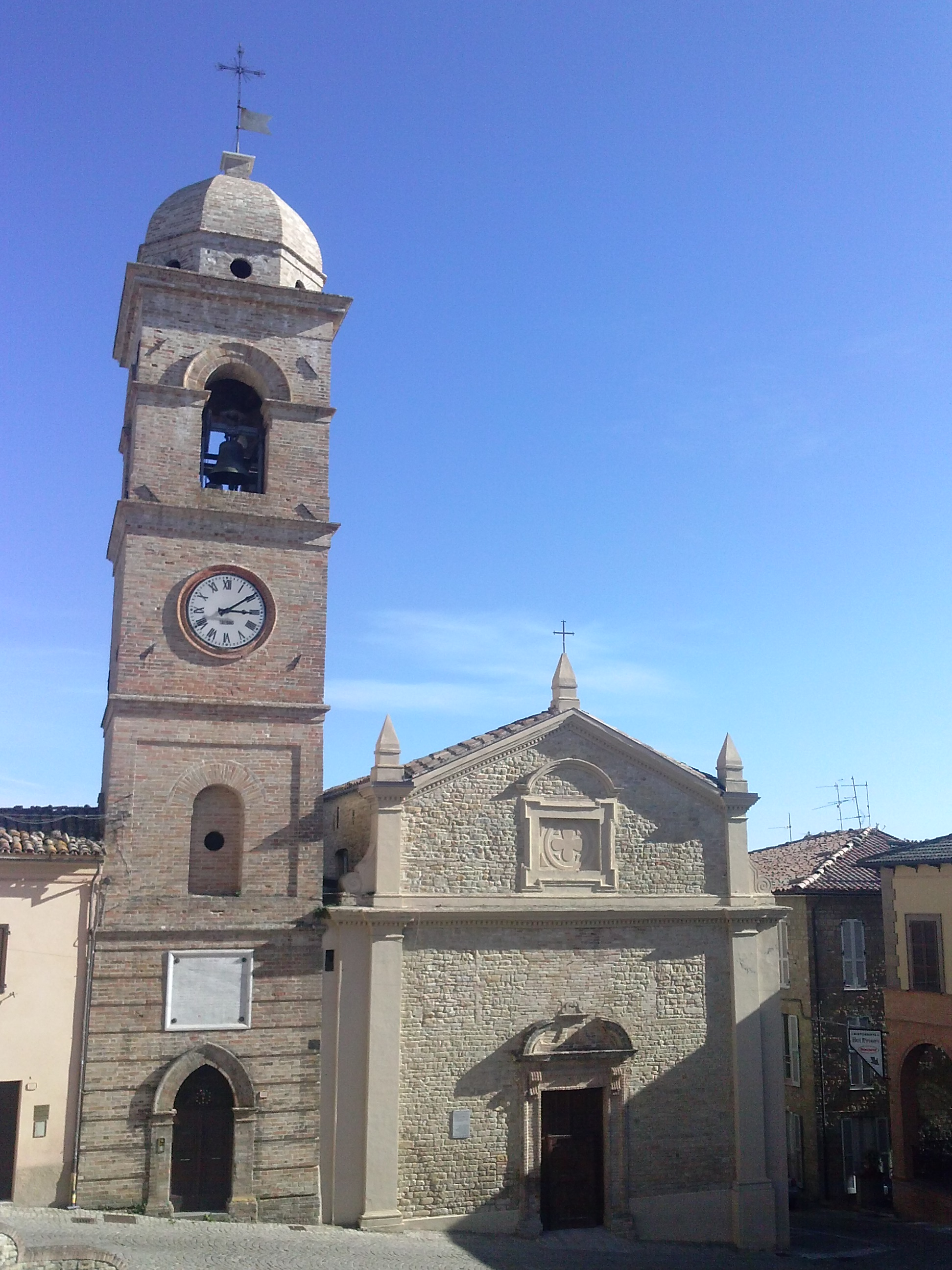
Chiesa di Sant'Agostino

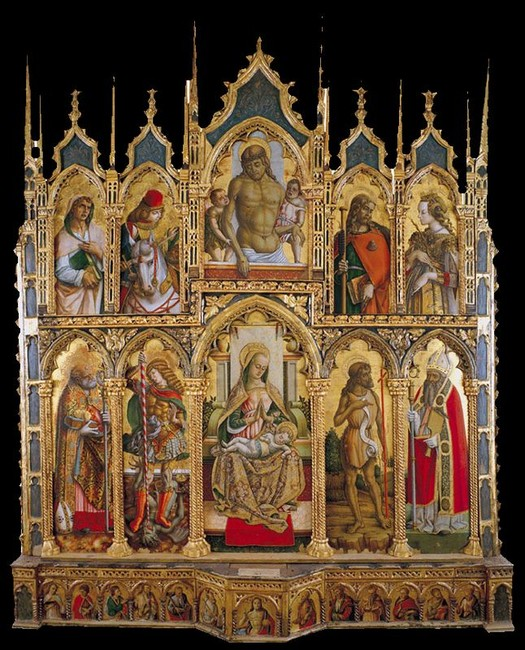
Polittico di Monte san Martino di Carlo Crivelli

- Chiesa di San Venanzo
- Chiesa del Molino (sconsacrata)

### Architetture civili
In piazza, i palazzi nobiliari quattro-cinquecenteschi Urbani, Palombi, Giansanti, Ricci. Quattro porte castellane: Delle Grazie, Coccione, Parco Rimembranza e del Tornello.
Un altro monumento importante è l'antico carcere dell'Ospicium Inimicorum.

#### Altre architetture civili
- Teatro Comunale (ex chiesa)
- Pinacoteca civica Armindo Ricci

### Altro
- Monumento dell'aquila in onore degli alpini
- Monumento in ricordo ai Caduti della Prima e Seconda Guerra Mondiale
- Lapide in ricordo dei Morti sul lavoro
- Lapide in ricordo dei Partigiani

## Società

### Evoluzione demografica
Abitanti censiti

### Etnie e minoranze straniere
Il 1º gennaio 2011 i cittadini stranieri residenti a Monte San Martino erano 51.

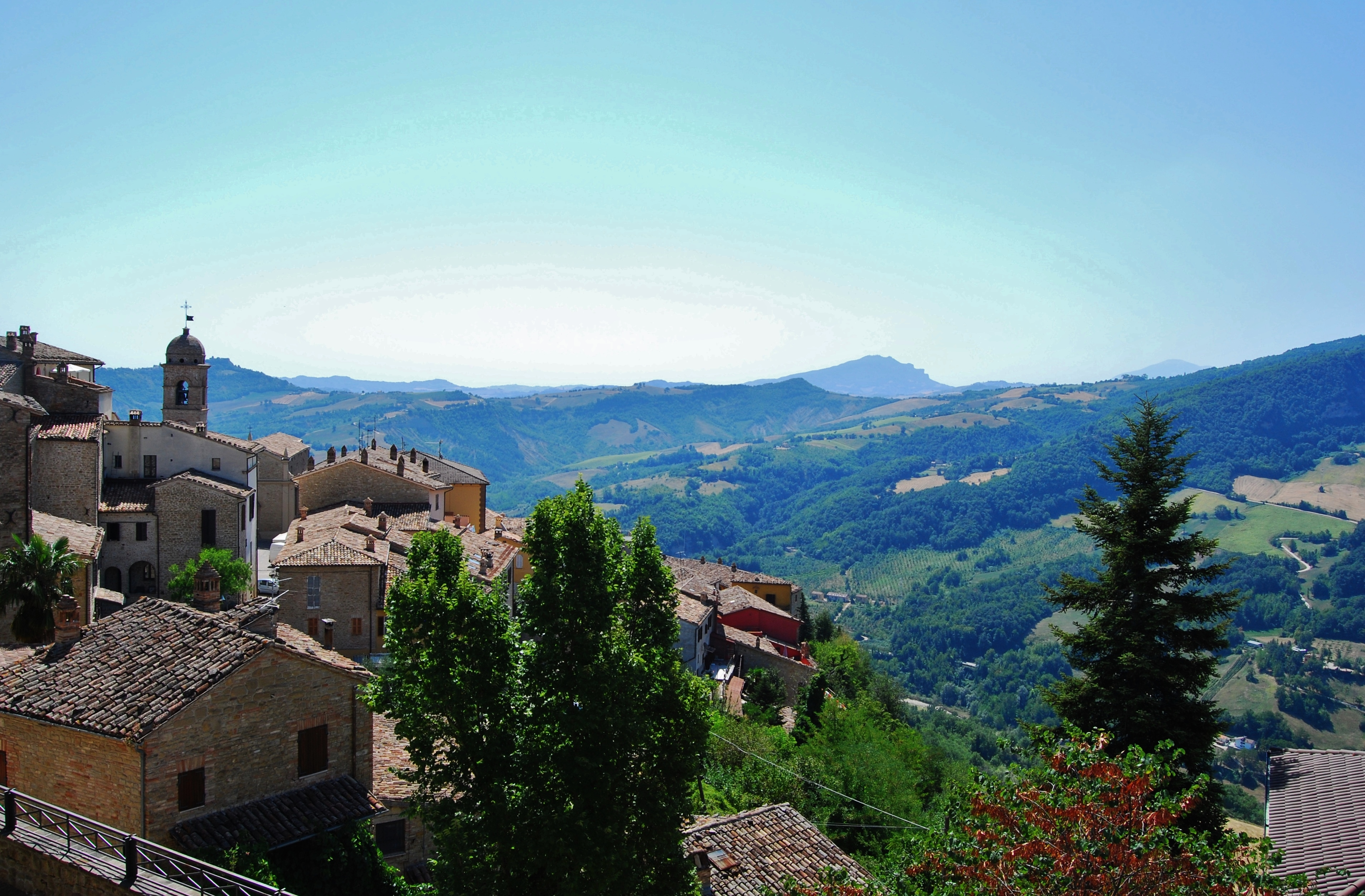
Monte San Martino - scorcio panoramico

Provenienti dall'Europa:
- Romania 15
- Regno Unito 9
- Kosovo 9
- Paesi Bassi 2
- Austria 1
- Russia 1
- Polonia 1

Provenienti dall'Africa:
- Marocco 9
- Algeria 3Monte San Martino - scorcio panoramico

Provenienti dall'America:
- Cuba 1

### Lingue e dialetti
Il dialetto è ancora molto utilizzato nel comune di Monte San Martino appartiene alla categoria dialettale mediano, più precisamente al dialetto marchigiano sibillino.

## Cultura
Per quanto riguarda l'arte il paese dispone di una compagnia teatrale che mette in scena commedie dialettali (l'Arte Rubetana, che prende il nome dall'antico nome del paese Ars Rubetana) e di un corpo bandistico dalla storia quarantennale e due cori (Sur e Tornello).

### Istruzione

#### Scuole
La scuola "G. Pascoli" (dell'infanzia, primaria e secondaria di primo grado) è inserita nel plesso scolastico I.S.C. "G. Leopardi" di Sarnano, comprende le scuole di Penna San Giovanni e Gualdo.

### Musei

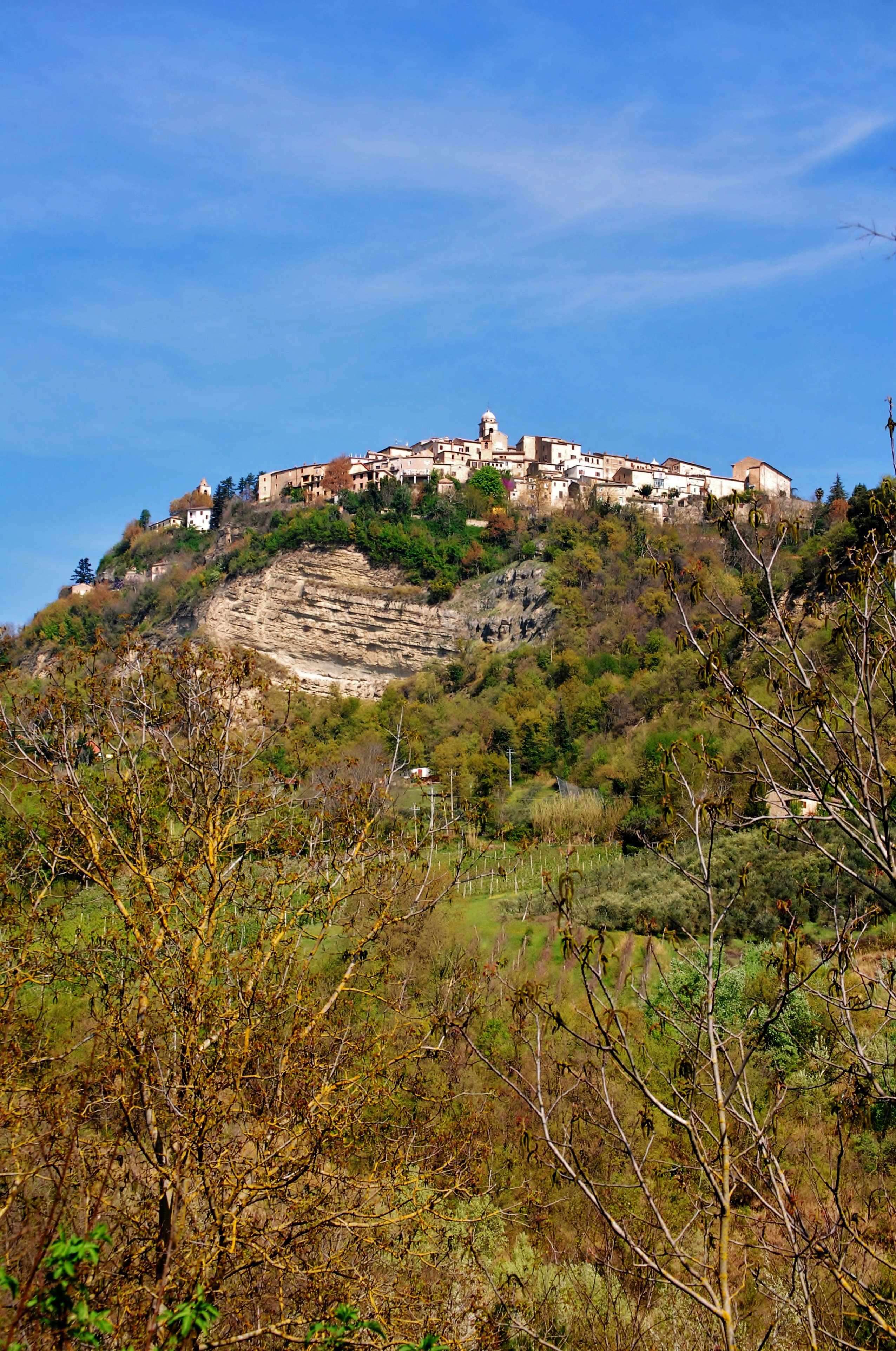
veduta di Monte San Martino

#### Pinacoteca Armindo Ricci
Il museo ospita una collezione di dipinti, bassorilievi, mobili e oggetti liturgici del Seicento, appartenuta al monsignore al quale la pinacoteca stessa è dedicata.

### Feste
Oltre alla festa del santo patrono San Martino, che si celebra il giorno 11 novembre, nel paese si festeggiano in estate la festa del Santo Crocifisso, che si celebra la seconda domenica di agosto, la festa di San Venanzo che si celebra nell'omonima contrada il 18 maggio e la festa di San Ruffino ad agosto. Inoltre sempre a San Ruffino si svolge il 24-25 aprile, una regata del campionato italiano di vela, in collaborazione con diversi Comuni del circondario.
Evento di punta "Saperi e Sapori della Mela Rosa dei Monti Azzurri" che si svolge la prima settimana di ogni Novembre ed è un festival dedicato alla varietà di mela rosa dei Monti Sibillini, un frutto autoctono antico genuino e dalle proprietà organolettiche uniche.

### Giochi delle contrade
I giochi delle contrade furono ideati nel 2010 e si svolgono ogni anno in agosto, vi partecipano le seguenti squadre:  Molino,  San Venanzo,  Barchetta e  Paese (inteso come centro storico).
A seguire la cronologia dei trionfi:
- 2010-  Paese
- 2011 - non disputato
- 2012-  Paese
- 2013-  Molino
- 2014-  Paese
- 2015-  Barchetta
- Dal 2016, dopo gli eventi sismici che hanno colpito l'area, la manifestazione è stata sospesa
- 2023 -  Molino
- 2024 -   Paese
- 2025 -  San Venanzo

## Geografia antropica
Nel comune è presente una sola frazione, il Molino e varie contrade di modeste dimensioni: San Venanzo, Barchetta, Villa Palombi, Santo Stefano, Santa Maria Maddalena.

## Economia
L'economia del paese è basata principalmente sull'agricoltura e l'artigianato.
Una zona industriale è ubicata nella frazione del Molino e ospita aziende che ruotano nel settore agroalimentare e dei servizi.

## Infrastrutture e trasporti
Ora l'unico mezzo pubblico di trasporto per raggiungere altri comuni a Monte San Martino è il bus (una fermata in paese e una nel Molino), tuttavia fino al 1956 era presente una piccola stazione ferroviaria (oggi demolita, situata sempre nel Molino) della linea Porto San Giorgio-Amandola.

## Amministrazione
| Periodo        | Periodo        | Primo cittadino  | Partito                                 | Carica  | Note          |
| -------------- | -------------- | ---------------- | --------------------------------------- | ------- | ------------- |
| 11 giugno 1985 | 27 maggio 1990 | Mauro Virgili    | Partito Socialista Democratico Italiano | Sindaco | [ 11 ]        |
| 27 maggio 1990 | 24 aprile 1995 | Mauro Virgili    | Democrazia Cristiana                    | Sindaco | [ 11 ]        |
| 24 aprile 1995 | 23 giugno 1999 | Mauro Virgili    | Centro                                  | Sindaco | [ 11 ]        |
| 23 giugno 1999 | 14 giugno 2004 | Gaetano Iommi    | Lista civica                            | Sindaco | [ 11 ]        |
| 14 giugno 2004 | 8 giugno 2009  | Valeriano Ghezzi | Centro                                  | Sindaco | [ 11 ]        |
| 8 giugno 2009  | 26 maggio 2014 | Valeriano Ghezzi | Lista civica                            | Sindaco | [ 11 ]        |
| 13 giugno 2014 | 26 maggio 2019 | Valeriano Ghezzi | Insieme per Monte San Martino           | Sindaco | [ 11 ]        |
| 26 maggio 2019 | 10 giugno 2024 | Matteo Pompei    | Lista civica                            | Sindaco | [ 11 ] [ 12 ] |
| 10 giugno 2024 | in carica      | Matteo Pompei    | Generazione Monte San Martino           | Sindaco | [ 11 ] [ 13 ] |

Monte San Martino fa parte dell'Unione Montana dei Monti Azzurri.

## Sport

### Calcio
Nel calcio esiste la squadra dilettantistica  ASD Monte San Martino, dai colori sociali bianco-celesti, la formazione milita in Seconda Categoria, e disputa le partite casalinghe al campo sportivo "Piergiorgio Stortini", intitolato a uno dei fondatori.
La squadra è nata nel 1977, dall'idea di alcuni giovani del paese e di Piergiorgio Stortini appunto, Giampietro Abbati e Vittorio Barchetta, la squadra ha un grande passato, in bacheca vi è anche una Coppa Marche di Terza Categoria (quella dell'anno 2005).
La società ha infatti festeggiato nel Luglio 2017 i 40 anni di attività, festa al quale hanno preso parte anche Bruno Pizzul e Giovanna Trillini.
La partita più sentita nel paese è senza dubbio quella contro la squadra di Penna San Giovanni, la Pennese.
I giocatori provengono in maggioranza da Monte San Martino nonostante le dimensioni ridotte del comune.

Dal 2019 è presente un'altra realtà associativa, l'ASD Atletico Molino, squadra di calcio a 5, che milita nel campionato Amatori della Provincia di Fermo.

### Impianti sportivi
- Campo sportivo "Piergiorgio Stortini" (campo da calcio dove disputa le partite casalinghe l'ASD Monte San Martino)
- Campo polivalente "R. Aliberti" (calcio a 5, tennis)
- Centro sportivo del Molino (calcio a 5)
- Palestra delle scuole (materna, primaria e secondaria), dove gli alunni della piccola scuola praticano ginnastica